# Forcipomyia tauffiebi
Forcipomyia tauffiebi är en tvåvingeart som beskrevs av Clastrier 1960. Forcipomyia tauffiebi ingår i släktet Forcipomyia och familjen svidknott.
Artens utbredningsområde är Kongo. Inga underarter finns listade i Catalogue of Life.